# Lough Arrow SPA
Lough Arrow SPA este o arie protejată (arie de protecție specială avifaunistică — SPA) din Irlanda întinsă pe o suprafață de 1.337,91 ha, integral pe uscat.

## Localizare
Centrul sitului Lough Arrow SPA este situat la coordonatele 54°03′27″N 8°19′20″W / 54.057605°N 8.322211°V.

## Înființare
Situl Lough Arrow SPA a fost declarat arie de protecție specială avifaunistică în noiembrie 1995 pentru a proteja 11 specii de animale.

## Biodiversitate
Situată în ecoregiunea atlantică, aria protejată nu include niciun habitat protejat.
La baza desemnării sitului se află mai multe specii protejate de  păsări (11): rață mare (Anas platyrhynchos), rață-cu-cap-castaniu (Aythya ferina), rața moțată (Aythya fuligula), Bucephala clangula, lebădă de iarnă (Cygnus cygnus), lișiță (Fulica atra), pescăruș sur (Larus canus), pescăruș negricios (Larus fuscus), rață neagră (Melanitta nigra), Mergus serrator, corcodel mare (Podiceps cristatus).
Pe lângă speciile protejate, pe teritoriul sitului au mai fost identificate 2 specii de păsări.